# Treasure (album)
Treasure – trzeci album brytyjskiego zespołu Cocteau Twins.

## Lista utworów
1. "Ivo" – 3:53
2. "Lorelei" – 3:43
3. "Beatrix" – 3:11
4. "Persephone" – 4:20
5. "Pandora (For Cindy)" – 5:35
6. "Amelia" – 3:31
7. "Aloysius" – 3:26
8. "Cicely" – 3:29
9. "Otterley" – 4:04
10. "Donimo" – 6:19

## Twórcy
- Elizabeth Fraser – wokal
- Robin Guthrie – gitara
- Simon Raymonde – gitara basowa